# Liên hiệp Mã Lai
Liên hiệp Mã Lai là một liên bang của các quốc gia Mã Lai và các khu định cư Eo biển Penang và Malacca. Đây là thể chế kế thừa của Malaya thuộc Anh và được hình thành nhằm thống nhất bán đảo Mã Lai dưới một chính phủ đơn nhất nhằm giản đơn hóa sự cai trị. Ngày 1 tháng 4 năm 1946, Liên hiệp Malaya chính thức hiện diện với thống đốc là Edward Gent. Thủ đô của Liên hiệp là Kuala Lumpur. Liên hiệp trở thành Liên bang Malaya vào năm 1948.

## Thành lập
Người Anh lần đầu bày tỏ về y tưởng Liên hiệp vào tháng 10 năm 1945 (các kế hoạch được trình bày với Nội các chiến tranh Anh Quốc từ tháng 5 năm 1944) sau Chiến tranh thế giới thứ hai bởi Chính quyền quân sự Anh Quốc. Harold MacMichael được giao nhiệm vụ kêu gọi sự tán thành của các quân chủ Mã Lai cho Liên hiệp Malaya trong cùng tháng. Trong một giai đoạn ngắn, ông nỗ lực nhằm đạt được sự ủng hộ của toàn bộ các quân chủ Mã Lai. Nguyên nhân khiến các quân chủ Mã Lai đồng ý dẫu cho điều này sẽ khiến họ tổn thất quyền lực chính trị được kế tập là vấn đề gây tranh luận; lý do chính dường như được đồng thuận là đường lối của các quân chủ Mã Lai trong thời kỳ Nhật Bản chiếm đóng, họ công khai cộng tác với người Nhật, và họ bị đe dọa bị phế truất. Do vậy mặc dù nhận được tán thành, song với sự miễn cưỡng cực độ.
Khi được tiết lộ, Liên hiệp Malaya trao quyền lợi bình đẳng cho những người có nguyện vọng thỉnh cầu làm công dân. Quyền công dân được tự động cấp cho những người sinh tại bất kỳ quốc gia nào tại Malaya thuộc Anh hoặc Singapore và sống tại đây trước ngày 15 tháng 2 năm 1942, người sinh bên ngoài Malaya thuộc Anh hoặc Các khu định cư Eo biển chỉ có quyền công dân nếu cha của họ là công dân của Liên hiệp Malaya, và những người đủ 18 tuổi và đã sống tại Malaya thuộc Anh hoặc Singapore "10/15 năm trước 15 tháng 2 năm 1942". Nhóm người đủ tư cách thỉnh cầu công dân đã sống tại Singapore hoặc Malaya thuộc Anh "5/8 năm trước khi thỉnh cầu", có nhân cách tốt, hiểu và nói được tiếng Anh hoặc tiếng Mã Lai và "thực hiện một lời tuyên thệ trung thành với Liên hiệp Malaya". Tuy nhiên, đề xuất về quyền công dân chưa từng được thực sự thi hành. Do sự phản đối về đề xuất quyền công dân, nó được hoãn lại để sửa đổi tạo khó khăn lớn hơn cho nhiều cư dân người Hoa và người Ấn trong việc đạt được quyền công dân Malaya.
Các quân chủ theo truyền thống của các quốc gia Mã Lai nhượng lại toàn bộ quyền lực của họ cho Anh Quốc, ngoại trừ các vấn đề tôn giáo. Liên hiệp Malaya được đặt trong phạm vi quyền hạn của một thống đốc người Anh, báo hiệu sự khởi đầu chính thức của chế độ cai trị thuộc địa của Anh Quốc trên bán đảo Mã Lai. Hơn nữa, mặc dù các hội đồng bang vẫn duy trì trách nhiệm trong các bang Mã Lai liên bang cũ, song mất quyền tự trị hạn chế. Các hội đồng bang trở thành cánh tay nối dài của chính phủ liên bang, thực hiện mệnh lệnh của liên bang. Các thống sứ người Anh thay thế các Sultan trong vai trò người đứng đầu các hội đồng bang, điều này có nghĩa là vị thế chính trị của các Sultan bị suy giảm rất lớn.

## Giải thể
Người Mã Lai nói chung phản đối thiết lập Liên hiệp. Sự phản đối là do các phương pháp mà Harold MacMichael sử dụng để đạt được sự tán thành của các Sultan, giảm bớt quyền lực của các Sultan, trao quyền công dân cho những người nhập cư phi Mã Lai và hậu duệ của họ, đặc biệt là người Hoa, không chỉ do khác biệt về sắc tộc và tôn giáo mà còn vì nhóm này chiếm địa vị ưu thế về kinh tế nên được nhận định là một mối đe dọa đối với người Mã Lai. Tổ chức Dân tộc Mã Lai Thống nhất( UMNO) do Onn bin Ja'afar thành lập vào ngày 1 tháng 3 năm 1946 phản đối Liên hiệp Malaya. Người Mã Lai cũng đeo các dải băng trắng quanh đầu của họ, biểu thị rằng họ đau buồn trước việc các Sultan bị mất quyền chính trị. Các quan chức chính phủ Malaya cũ chỉ trích cách thức tiến hành các cải cách hiến pháp tại Malaya thậm chí nói rằng nó đi ngược lại các nguyên tắc của Hiến chương Đại Tây Dương. Họ cũng khuyến khích người Mã Lai phản đối Liên hiệp Malaya.
Sau khi Liên hiệp Malaya hình thành, người Mã Lai dưới sự lãnh đạo của UMNO tiếp tục phản đối Liên hiệp Malaya. Họ sử dụng bất tuân dân sự làm phương thức kháng nghị, theo đó từ chối tham dự các nghi thức nhậm chức của các thống đốc người Anh. Họ cũng từ chối tham dự trong các cuộc hội của Hội đồng cố vấn, do đó sự tham dự của người Mã Lai trong bộ máy chính quyền và tiến trình chính trị bị ngưng lại hoàn toàn. Người Anh nhận thức được vấn đề này và đưa ra các biện pháp nhằm cân nhắc ý kiến của các dân tộc lớn tại Malaya trước khi tiến hành tu chính hiến pháp. Liên hiệp Malaya ngưng tồn tại vào tháng 1 năm 1948, thay thế nó là Liên bang Malaya.

Tiến hóa của Malaysia